# Chiffonkage
Chiffonkagen er en meget let og luftig kage med planteolie, æg, sukker, hvedemel, bagepulver og smagsstoffer. I modsætning til smør, der er det traditionelle fedtstof i kager, er det svært at piske luft ind i olie, så chiffonkagen opnår sin luftige tekstur ved at man pisker æggehviderne til skum og vender dette skum i dejen. Det store indhold af olie og æg gør kagen meget fugtig, og eftersom olien ikke størkner, når den er kold, bliver kagen ikke så hård eller tør som en smørbaseret kage ville. Chiffonkagen er derfor velegnet til at fylde eller overtrække med kolde, evt. frosne, ingredienser, såsom kagecreme eller is. Olien gør at chiffonkager også har et lavere indhold af mættede fedtsyrer end smørbaserede kager. Fravalget af smør giver imidlertid også mindre smag i kagen, så den serveres ofte med chokolade, frugt eller sauce.
Chiffonkagen blev opfundet i 1927 af den tidligere forsikringssælger Harry Baker, som i Californien havde etableret sig som bager. Han leverede chiffonkager til restauranten Brown Derby og solgte i 1948 opskriften til Betty Crocker.